# Mydlovarský luh
Mydlovarský luh este o arie protejată (arie specială de conservare — SAC, sit de importanță comunitară — SCI) din Republica Cehă întinsă pe o suprafață de 3,95 ha, integral pe uscat.

## Localizare
Centrul sitului Mydlovarský luh este situat la coordonatele 50°10′28″N 14°55′00″E / 50.174444°N 14.916667°E.

## Înființare
Situl Mydlovarský luh a fost declarat sit de importanță comunitară în aprilie 2005 pentru a proteja 1 specie de animale. Situl a fost protejat și ca arie specială de conservare în iulie 2012.

## Biodiversitate
Situată în ecoregiunea continentală, aria protejată nu include niciun habitat protejat.
La baza desemnării sitului se află o specie protejată de  pești: boarță (Rhodeus amarus).